# Badlesmere
Badlesmere – wieś w Anglii, w hrabstwie Kent, w dystrykcie Swale. Leży 25 km na wschód od miasta Maidstone i 76 km na wschód od centrum Londynu.